# Múscul romboide
El múscul romboide (musculus rhomboideus) és un múscul subjacent al trapezi. Està situat a la part inferior del clatell i en la part superior de la regió dorsal del tòrax. S'estén des de la columna vertebral a la vora espinal de l'escàpula. Està constituït per dos músculs:
- Múscul romboide major, en la part infraespinosa de la vora espinal.
- Múscul romboide menor, des de l'angle superior fins a l'espina de l'omòplat.

Estan innervats pel nervi dorsal de l'escàpula, i per la branca del plexe braquial. La seva funció és en l'adducció i la rotació externa de l'escàpula.

## Imatges

Muscúls romboides.   Romboide menor  Romboide major
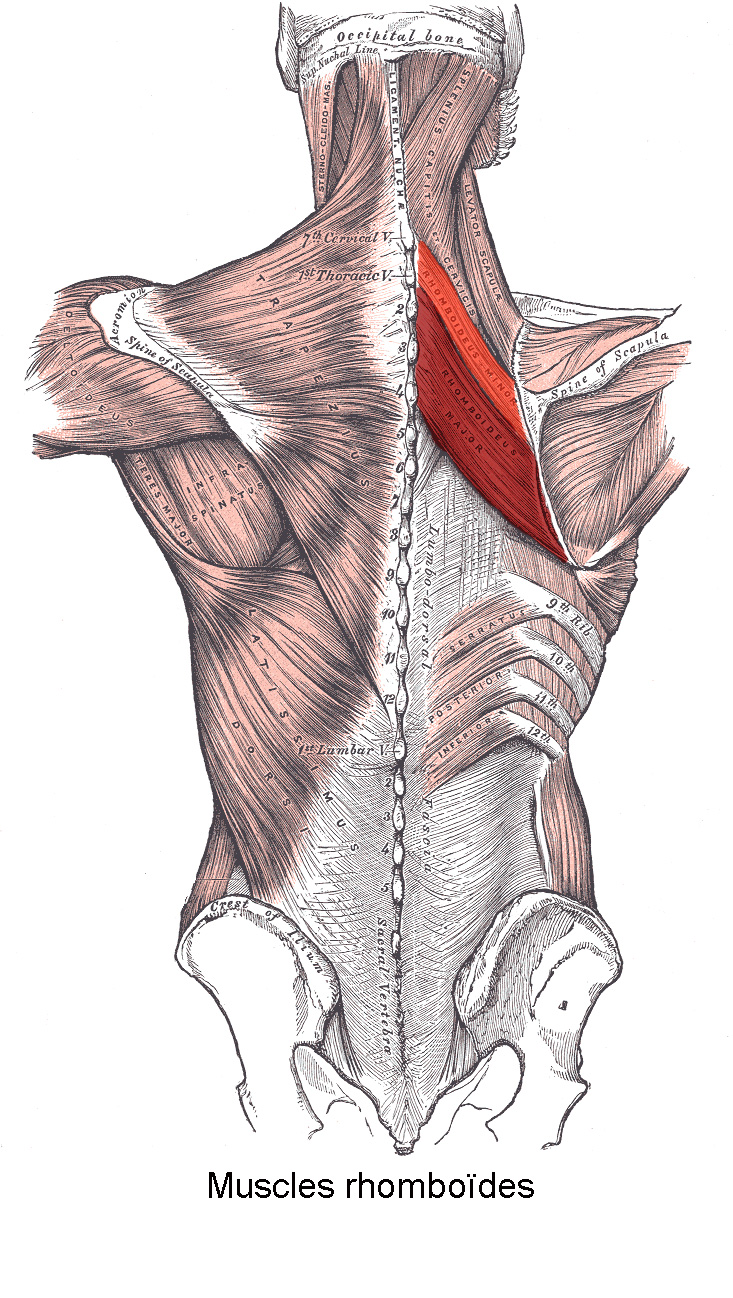
Muscúls romboides
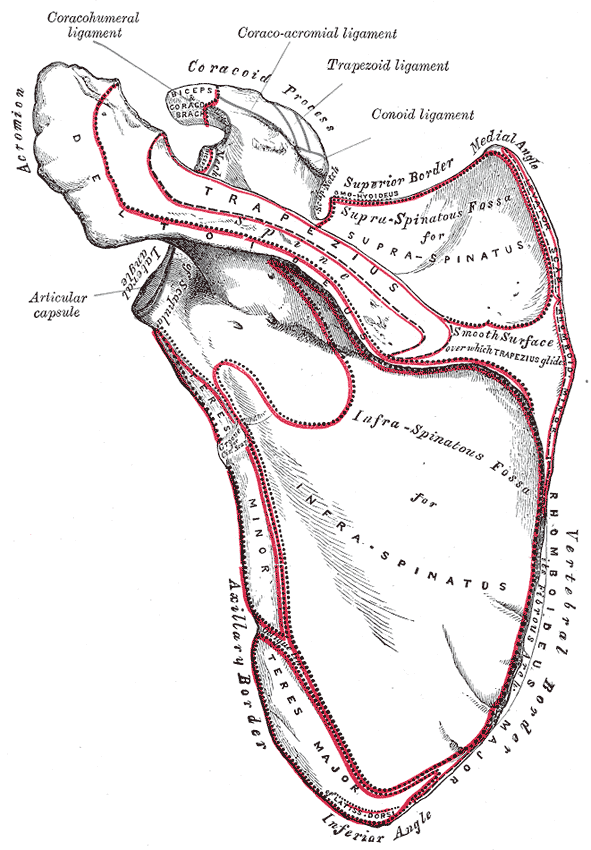
Superfície posterior de l'escàpula esquerre.